# Eleutherobia albiflora
Eleutherobia albiflora is een zachte koraalsoort uit de familie Alcyoniidae. De koraalsoort komt uit het geslacht Eleutherobia. Eleutherobia albiflora werd in 1957 voor het eerst wetenschappelijk beschreven door Utinomi. 